# Meet the Woo
Meet the Woo è il primo mixtape del rapper statunitense Pop Smoke, pubblicato il 26 luglio 2019 sotto l'etichetta discografica Republic Records.

## Accoglienza
| Recensione | Giudizio |
| ---------- | -------- |
| Pitchfork  | 7,6/10   |

Nella settimana di debutto, il mixtape si è posizionato alla 173ª posizione nella Billboard 200, abbandonata subito dopo una settimana. Vi fa ritorno alla 105ª posizione subito dopo la morte dell'autore, avvenuta nel febbraio 2020. Il sito web Pitchfork ha manifestato apprezzamento per il progetto, definendo confermate le aspettative createsi dopo la pubblicazione di Welcome to the Party, elogiando Pop Smoke per aver saputo ridare visibilità alla scena hip hop di Brooklyn.

## Tracce
Crediti adattati da Apple Music.
1. Meet the Woo – 2:01 (testo: Bashar Jackson, Andre Loblack – musica: 808 Melo)
2. Welcome to the Party – 3:35 (testo: Jackson, Loblack – musica: 808 Melo)
3. Hawk Em – 1:59 (testo: Jackson, Loblack – musica: 808 Melo)
4. Better Have Your Gun – 3:20 (testo: Jackson, Loblack – musica: 808 Melo)
5. Scenario – 4:02 (testo: Jackson, Loblack – musica: 808 Melo)
6. Dior – 3:36 (testo: Jackson, Loblack – musica: 808 Melo)
7. Feeling – 2:41 (testo: Jackson, Loblack, Ricardo Lamarre – musica: 808 Melo, Rico Beats)
8. PTSD – 3:20 (testo: Jackson, Lamarre – musica: Rico Beats)
9. Brother Man – 3:03 (testo: Jackson, Loblack, Lamarre – musica: 808 Melo, Rico Beats)

Tracce bonus nell'edizione deluxe
1. Welcome to the Party (Remix) (feat. Nicki Minaj) – 3:01 (testo: Jackson, Onika Maraj, Loblack – musica: 808 Melo)
2. Welcome to the Party (Remix) (feat. Skepta) – 3:35 (testo: Jackson, Joseph Adenuga, Loblack – musica: 808 Melo)

## Classifiche

### Classifiche settimanali
| Classifica (2019-20) | Posizione massima |
| -------------------- | ----------------- |
| Belgio (Fiandre)     | 158               |
| Danimarca            | 31                |
| Lituania             | 60                |
| Paesi Bassi          | 49                |
| Stati Uniti          | 105               |
| Svezia               | 27                |

### Classifiche di fine anno
| Classifica (2020) | Posizione |
| ----------------- | --------- |
| Danimarca         | 80        |
| Islanda           | 21        |
| Svezia            | 71        |
| Classifica (2021) | Posizione |
| Islanda           | 39        |